# Granuloma piogênico
Granuloma piogênico (português brasileiro) ou granuloma piogénico (português europeu)  (também conhecido como "hemangioma eruptivo", "hemangioma tipo tecido de granulação", "granuloma gravidarum", "hemangioma capilar lobular", "tumor gravídico") é um tumor vascular que ocorre na mucosa ou na pele, aparentando ser uma lesão hiperplásica nodular, causado por irritação, trauma físico, ou fatores hormonais. Envolve comumente a gengiva, pele e septo nasal, também já tendo sido encontrado em localizações diversas, como no tronco.
É um tumor vascular verdadeiro. Sua superfície pode apresentar-se ulcerada, podendo sangrar espontaneamente ou devido a trauma.

## Etiologia
Embora originalmente se acreditasse que a lesão fosse causada por organismos piogênicos, atualmente acredita-se que não esteja relacionada a infecção. Contrariamente, acredita-se que o granuloma piogênico represente uma resposta tecidual a um irritante local ou a um trauma.

## Características clínicas
O granuloma piogênico é um aumento de volume com superfície lisa ou lobulada, que usualmente é pediculada, embora algumas lesões sejam sésseis. A superfície é caracteristicamente ulcerada e varia do rosa ao vermelho ao roxo, dependendo da idade da lesão. Granulomas piogênicos jovens têm aparência altamente vascular, enquanto lesões mais antigas tendem a se tornar mais colagenizadas e apresentar coloração rosa. Seu tamanho pode variar de pequenos crescimentos com poucos milímetros, a grandes lesões que podem medir vários centímetros de diâmetro. Tipicamente, o crescimento é indolor, embora em geral sangre facilmente devido à sua extrema vascularização. Os granulomas piogênicos podem exibir um crescimento rápido, o que pode alarmar tanto o paciente quanto o clínico, que poderão temer uma lesão maligna.

### Localização e Epidemiologia
Os granulomas piogênicos orais mostram uma marcante predileção pela gengiva, representando 75% dos casos. Em muitos pacientes, a irritação e a inflamação gengivais resultantes da má higiene oral podem ser fatores precipitadores. Os lábios, a língua e a mucosa jugal são as outras localizações mais comuns. Não é incomum uma história de trauma antes do desenvolvimento da lesão, especialmente para os granulomas piogênicos extragengivais. As lesões são ligeiramente mais comuns na gengiva superior do que na gengiva inferior, sendo as áreas anteriores mais frequentemente afetadas do que as posteriores. Essas lesões são mais comuns na face vestibular da gengiva do que na face lingual, sendo que algumas lesões estendem-se por entre os dentes, envolvendo tanto a gengiva vestibular quanto a lingual. Embora o granuloma piogênico possa se desenvolver em qualquer faixa etária, ele é mais comum em crianças e adultos jovens. Muitos estudos também demonstram uma predileção pelo gênero feminino, possivelmente devido aos efeitos vasculares dos hormônios femininos.

### Granuloma gravídico
Os granulomas piogênicos da gengiva frequentemente se desenvolvem em mulheres grávidas, quando os termos tumor gravídico ou granuloma gravídico geralmente são usados. Tais lesões podem começar a se desenvolver durante o primeiro trimestre, e sua incidência aumenta a partir do sétimo mês de gravidez. O crescimento gradual no desenvolvimento destas lesões durante a gravidez pode estar relacionado ao aumento dos níveis de estrogênio e progesterona com a progressão da gravidez. Após a gravidez, com o retorno dos níveis hormonais normais, alguns destes granulomas piogênicos resolvem-se sem tratamento ou sofrem maturação fibrosa e lembram um fibroma.

### Epúlide granulomatosa
A epúlide granulomatosa é um termo usado para descrever crescimentos de tecido de granulação que algumas vezes surgem em alvéolos dentários pós-extração. Estas lesões lembram granulomas piogênicos e usualmente representam um tecido de granulação reacional ao sequestro ósseo no alvéolo dentário.

## Características histopatológicas
O exame microscópico do granuloma piogênico mostra uma proliferação altamente vascular, semelhante ao tecido de granulação. Numerosos canais,  pequenos e grandes, delimitados por endotélio, são formados e apresentam-se obliterados por hemácias. Algumas vezes esses vasos são organizados em agregados lobulares, e alguns patologistas requerem esse arranjo lobular para o diagnóstico (hemangioma capilar lobular).
Usualmente a superfície é ulcerada e substituída por uma espessa membrana fibrinopurulenta. É evidente um infiltrado inflamatório misto de neutrófilos, plasmócitos e linfócitos. Os neutrófilos são mais prevalentes próximo à superfície ulcerada, enquanto as células inflamatórias crônicas são encontradas profundamente no espécime. Lesões antigas podem
ter áreas com aparência mais fibrosa. De fato, muitos fibromas gengivais provavelmente representam granulomas piogênicos que sofreram maturação fibrosa.

## Tratamento
O tratamento dos pacientes com granuloma piogênico consiste na excisão cirúrgica conservadora, que usualmente é curativa. O espécime deve ser submetido a exame microscópico para afastar o diagnóstico de lesões mais graves. Para lesões gengivais, a excisão deve ser estendida para a região subperióstica e os dentes adjacentes devem ser raspados de modo eficaz, para remover qualquer fonte de irritação contínua. Ocasionalmente, a lesão recidiva, e a reexcisão é necessária. Em raras situações são notadas múltiplas recidivas.
Usualmente o tratamento deve ser postergado para lesões que se desenvolveram durante a gravidez, a menos que se desenvolvam problemas funcionais ou estéticos significativos. A taxa de recidiva é alta para os granulomas piogênicos removidos durante a gravidez, e algumas lesões
irão se resolver espontaneamente após o parto.